# Distretto di Puli Hisar
Il distretto di Puli Hisar è un distretto dell'Afghanistan appartenente alla provincia di Baghlan. Viene stimata una popolazione di 13 783 abitanti (stima 2016-17).